# Metacordyceps campsosterni
Metacordyceps campsosterni är en svampart som först beskrevs av W.M. Zhang & T.H. Li, och fick sitt nu gällande namn av G.H. Sung, J.M. Sung, Hywel-Jones & Spatafora 2007. Metacordyceps campsosterni ingår i släktet Metacordyceps och familjen Clavicipitaceae.   Inga underarter finns listade i Catalogue of Life.